# Natasha Henstridge
Natasha Tonya Henstridge (n. 15 august 1974, Springdale⁠(d), Newfoundland, Canada) este o  actriță canadiană. A devenit notabilă cu rolul (debut actoricesc) din Species, urmat de rolurile din Species II și Species III. 

## Filmografie

### Film
| An   | Titlu                                | Rol                 | Note                     |
| ---- | ------------------------------------ | ------------------- | ------------------------ |
| 1995 | Specii                               | Sil                 |                          |
| 1996 | Carantină în Boston                  | Delon               |                          |
| 1996 | Risc maxim                           | Alex Minetti        |                          |
| 1998 | Standoff                             | Mary                |                          |
| 1998 | Specii II                            | Eve                 |                          |
| 1998 | Bela Donna                           | Donna               |                          |
| 1998 | Teoria dragostei                     | Lorna               |                          |
| 2000 | It Had to Be You                     | Anna Penn           |                          |
| 2000 | Cât îmi dai ca să te împușc?         | Cynthia Tudeski     |                          |
| 2000 | A Girl, Three Guys, and a Gun        | 5 O'Clock Girl      |                          |
| 2000 | O moarte mai bună                    | Kelly               |                          |
| 2000 | Schimb de vieți                      | Mimi Prager         |                          |
| 2000 | A doua încercare                     | Crystal Ball        |                          |
| 2001 | Fantomele de pe Marte                | Lt. Melanie Ballard |                          |
| 2001 | Kevin în Alaska                      | Bonnie Livengood    | alt titlu Chilly Dogs    |
| 2002 | Jaful                                | Karen               |                          |
| 2004 | Cât îmi dai ca să te împușc din nou? | Cynthia Ozeransky   |                          |
| 2008 | Înșelătoria                          | Simone Wilkinson    |                          |
| 2009 | Anytown                              | Carol Mills         | alt titlu American Bully |
| 2010 | Să înceapă jocul                     | Angela              |                          |
| 2014 | Against the Wild                     | Susan Wade          | Direct-pe-video          |
| 2014 | Anatomy of Deception                 | Det. Alison Briggs  |                          |
| 2014 | The Bronx Bull                       | Sally               |                          |
| 2014 | Nowhere Safe                         | Julie Johnson       |                          |
| 2014 | Badge of Honor                       | Rebecca Miles       |                          |
| 2014 | The Christmas Gamble                 | Susan Wells         |                          |
| 2016 | Home Invasion                        | Chloe               | Direct-pe-video          |
| 2016 | The Bronx Bull                       | Sally Carlton       |                          |
| 2016 | Inconceivable                        | Valerie             | alt titlu Deadly Ex      |
| 2017 | The Black Room                       | Jennifer            |                          |
| 2019 | House Red                            | Mary                |                          |
| 2021 | Night of the Sicario                 | Taylor Ward         | altă denumire Blindsided |

### Televiziune
| An           | Titlu                                              | Rol                       | Note                                                                   |
| ------------ | -------------------------------------------------- | ------------------------- | ---------------------------------------------------------------------- |
| 1997         | La Limita Imposibilului                            | Emma                      | Episodul: "Bits of Love"                                               |
| 1997         | Homeboys in Outer Space                            | Zima                      | Episodul: "Happy Happy, Droid Droid, or Amma Sees Red"                 |
| 1998         | South Park                                         | Ms. Ellen (voice)         | Episodul: "Tom's Rhinoplasty"                                          |
| 1999         | Ultimul martor (The Last Witness)                  | Rachel Sutherland         | Film TV                                                                |
| 2000         | În căutarea lânii de aur (Jason and the Argonauts) | Hypsipyle                 | Miniserie TV                                                           |
| 2002         | Power and Beauty                                   | Judy Exner                | Film TV                                                                |
| 2002–2004    | Ele spionează (She Spies)                          | Cassie McBain             | Rol principal (40 episoade)                                            |
| 2002–2004    | Mostly True Stories?: Urban Legends Revealed       | Rolul ei / Gazdă          | Serial TV documentar                                                   |
| 2004         | Specii III                                         | Eve                       | Film TV                                                                |
| 2005         | Widow on the Hill                                  | Linda Dupree Cavanaugh    | Film TV                                                                |
| 2005–2006    | Doamna Președinte                                  | Jayne Murray              | Rol secundar (16 episoade)                                             |
| 2007         | Shark                                              | Nicolette Ross            | Episodul: "Fall from Grace"                                            |
| 2008         | Would Be Kings                                     |                           | Mini-Serie TV (2 episoade)                                             |
| 2008–2009    | Eli Stone                                          | Taylor Wethersby          | Rol principal (26 episoade)                                            |
| 2009         | Impact                                             | Dr. Maddie Rhodes         | Miniserie TV                                                           |
| 2009–2010    | Time Jumper                                        | Charity Vyle (voce)       | Rol principal (10 episoade)                                            |
| 2010         | Reuniune de familie                                | Lisa Rayborn              | Film TV                                                                |
| 2010         | Lacrima diavolului                                 | Margaret Lukas            | Film TV                                                                |
| 2010         | Drop Dead Diva                                     | Claire Harrison           | Episoadele: "Bad Girls", "Freeze the Day"                              |
| 2011         | The Perfect Student                                | Nicole Johnson            | Film TV                                                                |
| 2011         | CSI: Miami                                         | Agent Renee Locklear      | Episodes: "Mayday", "Countermeasures"                                  |
| 2011–2012    | The Secret Circle                                  | Dawn Chamberlain          | Rol principal (21 episoade)                                            |
| 2012         | A Christmas Song                                   | Diana                     | Film TV                                                                |
| 2013         | Cold Spring                                        | Sara                      | Film TV                                                                |
| 2013         | Against the Wild                                   | Susan Wade                | Film TV                                                                |
| 2013         | A Sister's Nightmare                               | Cassidy Ryder             | Film TV                                                                |
| 2014         | Legea lui Doyle                                    | Inspector Valerie O'Brien | Episoadele: "Expansion", "Buried", "True Lies"                         |
| 2014         | Selfie                                             | Mrs. Saperstein           | Episoadele: "Pilot", "Never Block Cookies", "- Even Hell Has Two Bars" |
| 2014         | Hawaii Five-0                                      | Caroline Porter           | Episodul: "Ka Makuakane (Family Man)"                                  |
| 2015         | Frumoasa și Bestia                                 | Carol Hall                | 3 episoade                                                             |
| 2016         | Ice Girls                                          | Rose                      | Film TV                                                                |
| 2016         | Summer in the City                                 | Kendall                   | Film TV                                                                |
| 2017         | Medinah                                            | Salma                     | 6 episoade                                                             |
| 2019–present | Diggstown                                          | Colleen                   | 11 episoade                                                            |